# グループR-GT

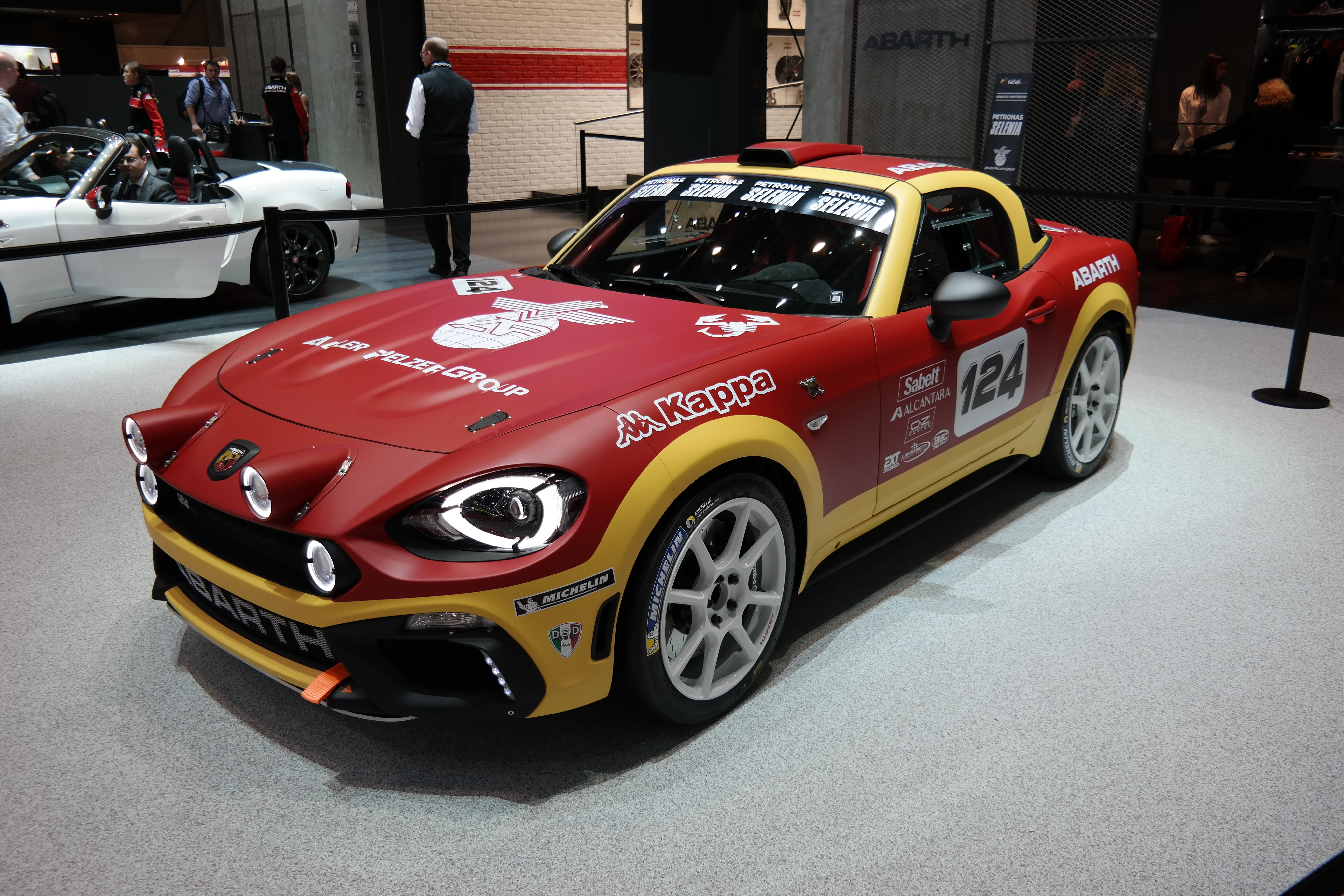
アバルト124 R-GT

グループR-GTとは、国際自動車連盟 (FIA) が定める、自動車競技に使用する競技車両のカテゴリーの1つである。主にラリーにおいて使用される。

## 概要

ポルシェ・997 GT3

2011年に導入された、二輪駆動車向けのラリーカー規則。一般的にはクーペが参戦する。
グループRallyとは異なりFIA（国際自動車連盟）のラリーカー・ピラミッドには所属しておらず、独自の立ち位置を取っている。
パワーウェイトレシオが3.4 kg/hp（4.6 kg/kw）になるようにリストリクターを装着する。またベース車両は広く公に販売されているものと認められれば一定の最低生産台数をクリアする必要は無いが、四輪駆動の場合は二輪駆動に換装しなければならない。エンジンは同グループ内の量産エンジンに換装可能。ホモロゲーションはメーカー以外のプライベーターやチューナーでも取得できたが、2019年以降はメーカーのみが一車種につき一つのホモロゲーションを取得できる
2015年からR-GTカーを対象とした「FIA R-GTカップ」が開幕しており、主にWRCやERCと併催されている。またイタリアラリー選手権など地域選手権でも参戦が認められている場合もある。

## 車種

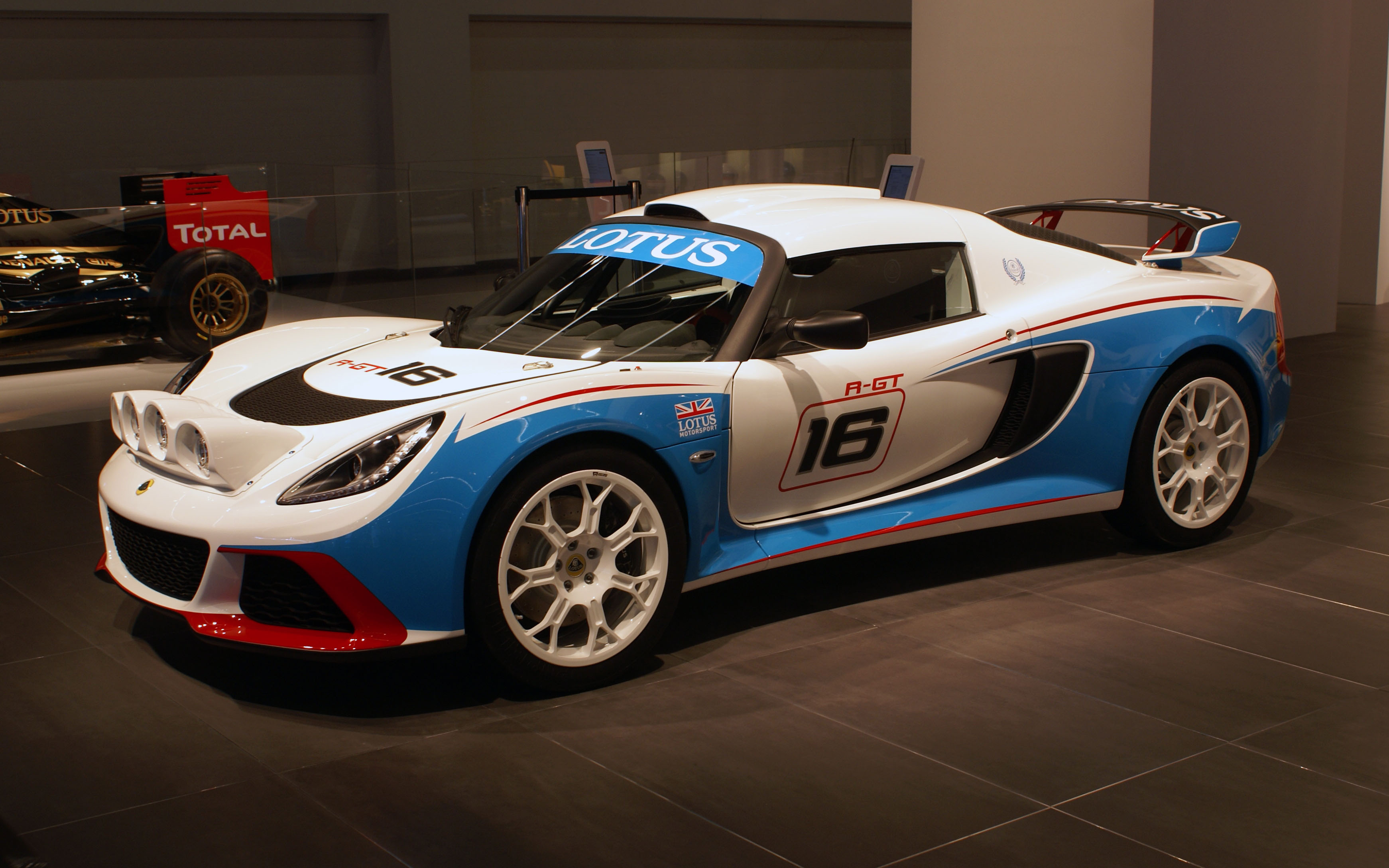
ロータス・エキシージ R-GT

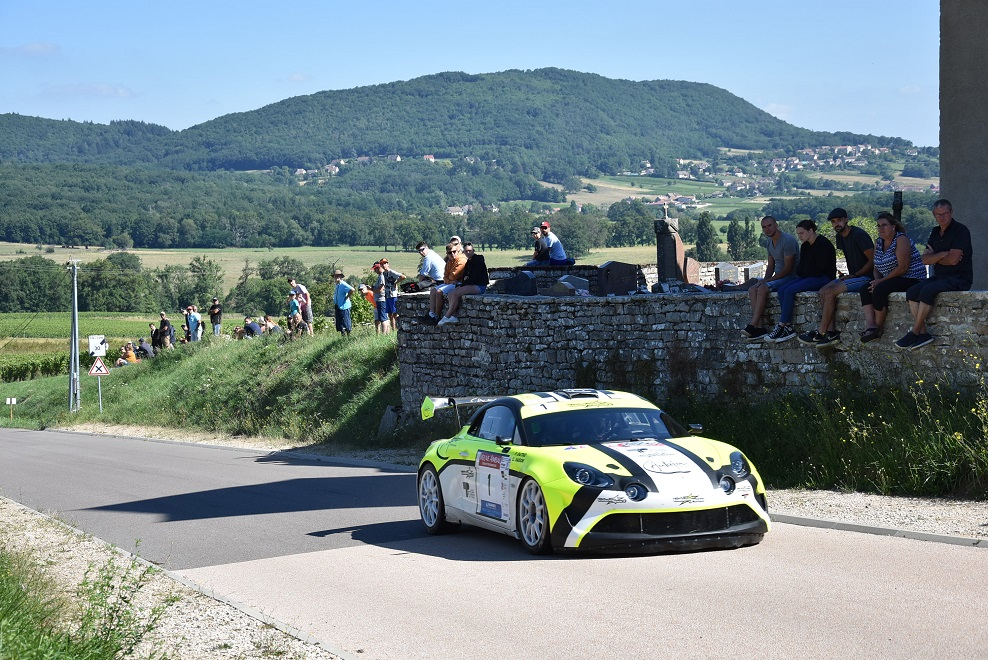
アルピーヌ・A110 R-GT

- ロータス・エキシージ R-GT
- ポルシェ・997 GT3 RS
- アバルト・124 R-GT
- アルピーヌ・A110 R-GT

## FIA R-GTカップ歴代王者
| 年   | ドライバー               | マシン                      |
| ---- | ------------------------ | --------------------------- |
| 2015 | フランソワ・デルクール   | ポルシェ・997 GT3 RS        |
| 2016 | マルク・ヴァリッシオーニ | ポルシェ・997 GT3 RS        |
| 2017 | ロマン・デュマ           | ポルシェ・997 GT3 RS        |
| 2018 | ラファエル・アスティア   | アバルト・124 R-GT          |
| 2019 | エンリコ・ブラッツォーリ | アバルト・124 R-GT          |
| 2020 | アンドレア・マベリーニ   | アバルト・124 R-GT          |
| 2021 | ピエール・ラグエス       | アルピーヌ・A110 Rally R-GT |